# روث كونيل
روث كونيل (بالإنجليزية: Ruth Connell)‏ هي منتجة أفلام بريطانية، ولدت في 20 أبريل 1979 في فلكرك في المملكة المتحدة.

## وصلات خارجية
- الموقع الرسمي
- روث كونيل على موقع IMDb (الإنجليزية)
- روث كونيل على موقع قاعدة بيانات الفيلم (الإنجليزية)